# ウズラ属
ウズラ属（Coturnix）は、鳥綱キジ科に分類される属。

## 分布
寒帯を除くアジア、アフリカ、オセアニア、ヨーロッパ。

## 形態
尾羽は10 - 12枚。性的二型のある種と、ほぼ雌雄同色の種がいる。

## 分類
以前はヒメウズラ属Excalfactoriaを含める説もあった。
以下の分類はClements Checklists ver. 2017、和名は山階(1986)および黒田・小宮(1987)、英名はClements Checklists ver. 2016・IOC World Birdlist(v7.3)に従う。
- Coturnix coromandelica ムナグロウズラ Rain quail
- Coturnix coturnix ヨーロッパウズラ Common quail
- Coturnix delegorguei ヤクシャウズラ Harlequin quail
- Coturnix japonica ウズラ Japanese quail
- †Coturnix novaezelandiae ニュージーランドウズラ New Zealand quail(絶滅種)
- Coturnix pectoralis オーストラリアウズラ Stubble quail

IOC World Birdlist(v7.3)では以下の種も本属に含めている。
- Coturnix ypsilophora ヌマウズラ Brown quail

南西、中央ヨーロッパの中新世後期-漸新世後期から化石種が知られCoturnix gallicaとして記載されている。他にC. donnezaniが漸新世前期-更新世前期のヨーロッパに広く生息していた。

## 画像

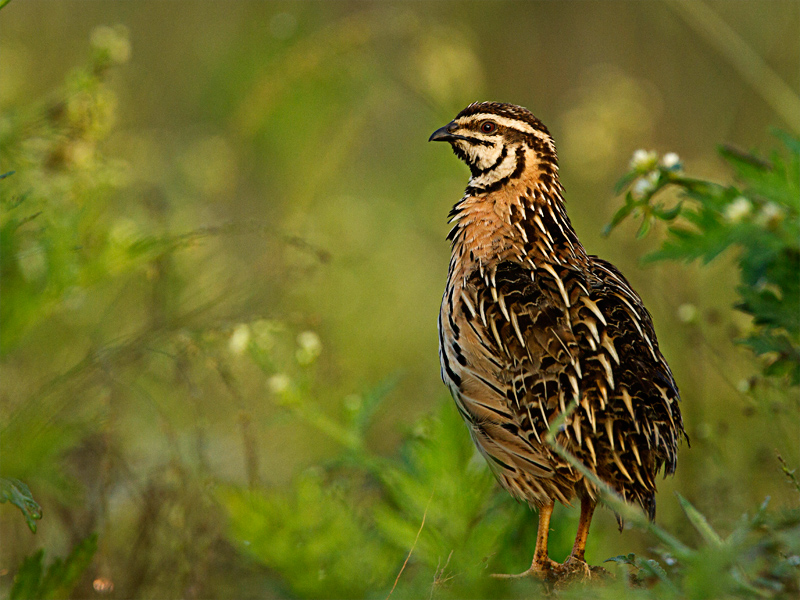
ムナグロウズラ C. coromandelica
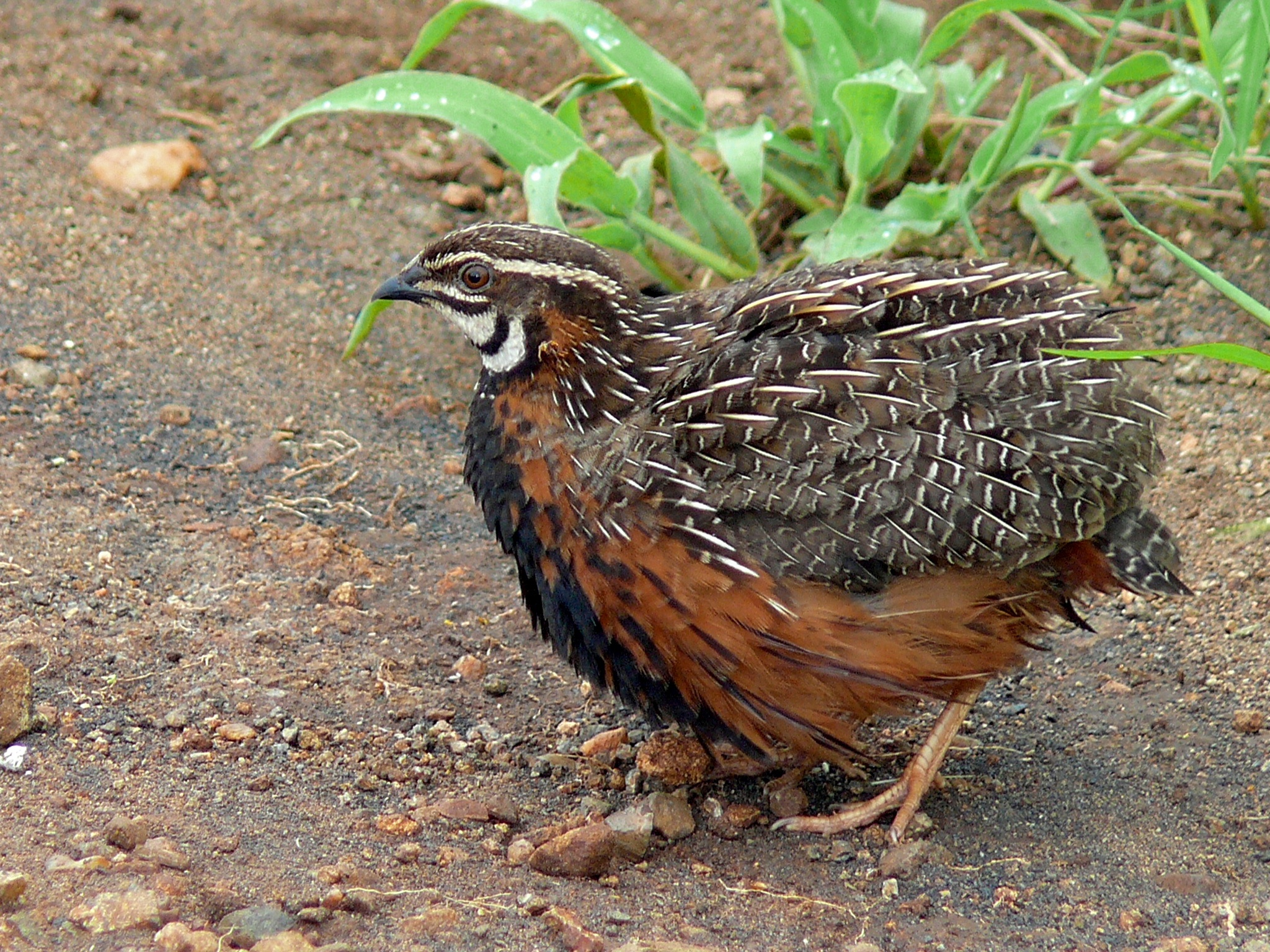
ヤクシャウズラ C. delegorguei
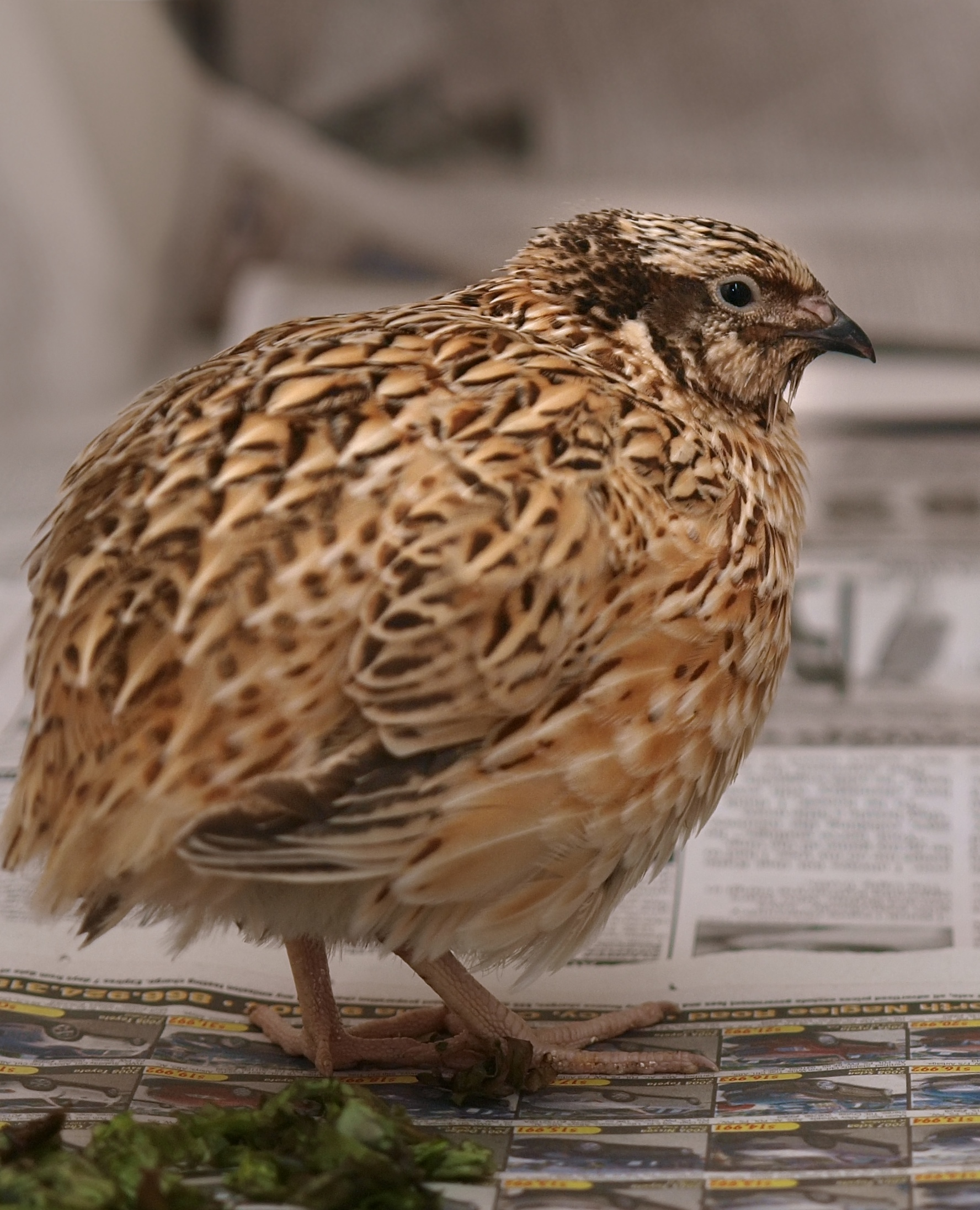
ウズラ C. japonica
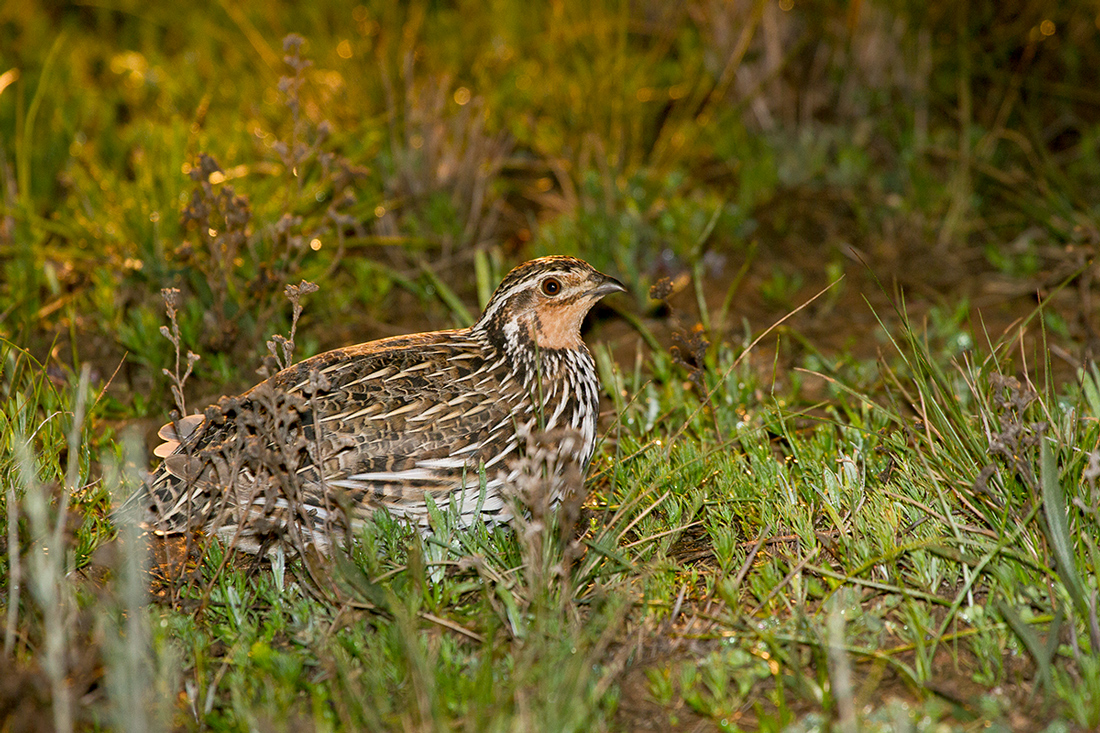
オーストラリアウズラ C. pectoralis